# Поляне (Речиця-об-Савиньї)
Поляне (словен. Poljane) — поселення в общині Речиця-об-Савиньї, Савинський регіон, Словенія.